# Timan

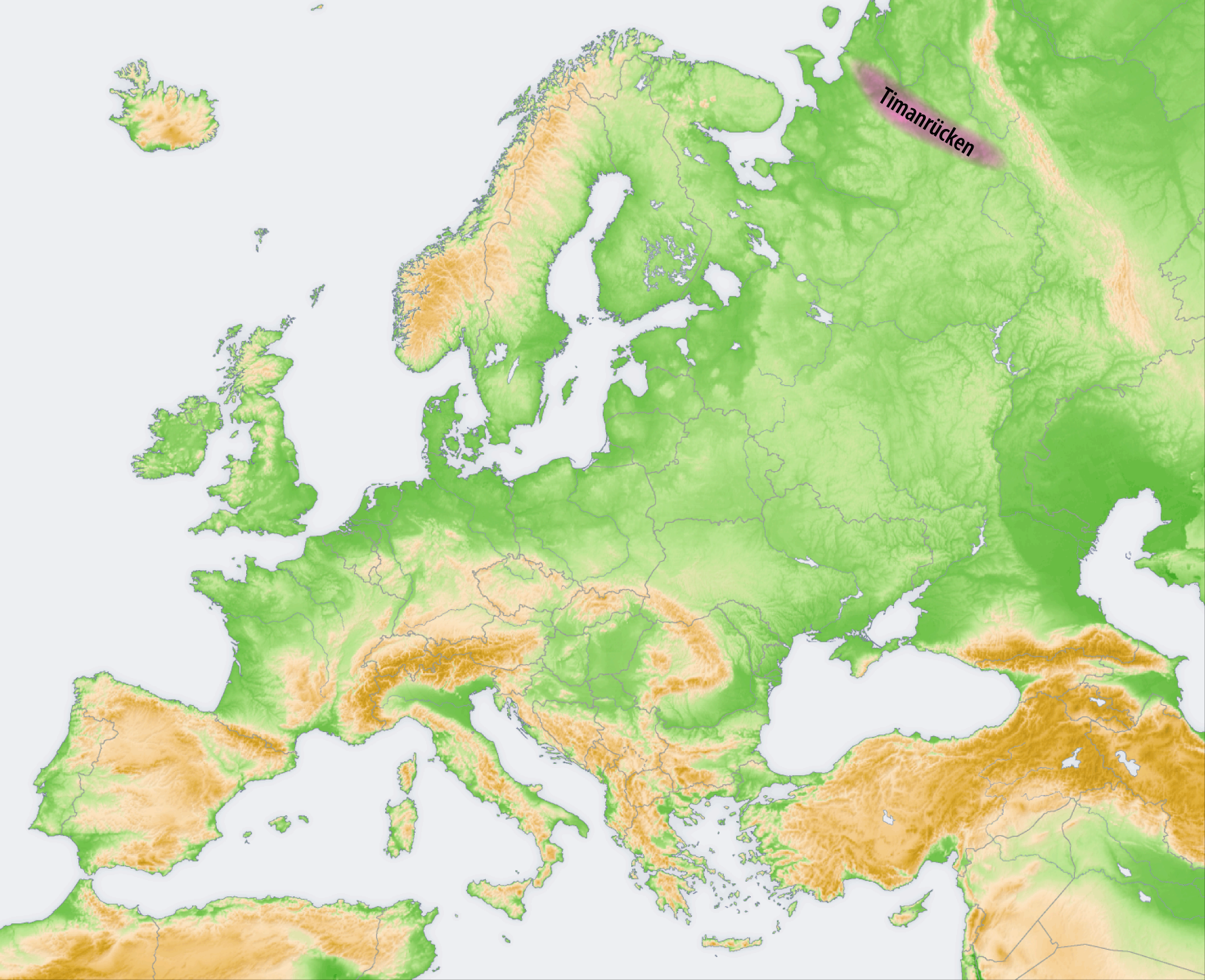
lokalizacja na mapie

Timan, Grzbiet Timański (822; ros. Тиманский кряж - Timanskij kriaż) - pasmo wzgórz w północnej części Niziny Wschodnioeuropejskiej. 
Timan rozciąga się od wybrzeża Zatoki Czoskiej Morza Barentsa na północnym zachodzie do górnego biegu Wyczegdy na południowym wschodzie. Oddziela dolinę Peczory na wschodzie od dolin Mezenia i Wyczegdy na zachodzie. Na południowym skraju łączy się z Uwałami Północnymi i zachodnimi podnóżami Uralu Północnego. 
Długość pasma wynosi około 900 km. Doliny rzek Peczorskiej Piżmy i Mezeńskiej Piżmy dzielą pasmo na część północną, środkową i południową. Część północna składa się z łańcuchów niskich wzgórz - Czaicyński Kamień (Bolszaja Kowriga, 303 m n.p.m.), Kosmiński Kamień, Wyżyna Tobyska. Część środkową stanowią wzgórza nieco wyższe - Czetłaski Kamień (463 m n.p.m.), Grzęda Górnowymska. Południowa część pasma ma charakter płaskowyżu, pociętego dolinami rzek na oddzielne wzniesienia ("parmy") - Oczparma (Otczurk, 324 m n.p.m.), Żezymparma. 
Timan stanowi zerodowane pasmo starych gór orogenezy kaledońskiej. Zbudowany jest głównie ze starych skał osadowych z udziałem skał przeobrażonych i z intruzjami granitów i sjenitów. Północną część pasma pokrywa tundra, południową - tajga. 
Timan i dolina Peczory stanowią zagłębie bogactw mineralnych - rud tytanu, boksytów i węglowodorów.